# Bartusz-Dobosi László
Bartusz-Dobosi László (Siófok, 1971. augusztus 18. –) magyar író, szerkesztő, kritikus, irodalomtörténész, újságíró, tanár.

## Élete
Iskoláit Siófokon és Budapesten végezte. 1985-1989 között a Hunfalvy János Közgazdasági Szakközépiskolában tanult. 1992-1998 között a Pázmány Péter Katolikus Egyetem Bölcsészettudományi és Hittudományi Karára járt Piliscsabán és Budapesten. 1998-ban szerzett ugyanitt történelem, teológia és középiskolai tanári diplomát. 2013-ban közoktatási vezetői szakvizsgát tett, 2018-ban érettségi elnöki képesítést szerzett. 2019-2020 között a Pécsi Tudományegyetem Irodalomtudományi Doktori Iskolájának doktorandusz hallgatója. 2020-ban PhD fokozatot szerzett ugyanitt.
1999-2021 között a Ciszterci Rend Nagy Lajos Gimnáziumában dolgozott Pécsett mint történelem, hittan, filozófia és társadalomismeret tanár. 2012-től 2018-ig a Ciszterci Rend Nagy Lajos Gimnáziuma és Kollégiuma igazgatója. Közben 2012-től 2017-ig a Ciszterci Iskolai Főhatóság Oktatási Igazgatóságának osztályvezetője.
2019-2020 között a Magyar Művészeti Akadémia Művészetelméleti és Módszertani Kutatóintézetének megbízott kutatója.
2020-tól a Magyar Írók Egyesülete Széphalom Könyvműhelyének és a Petőfi Irodalmi Múzeum Digitális Irodalmi Akadémiájának megbízott szerkesztője.
2020-2021 között a Hajónapló internetes kulturális folyóirat, 2021-től a Helyőrség és a kultura.hu kulturális folyóiratok külsős szerkesztője.
2021-től a Mathias Corvinus Collegium középiskolás programjának, az irodalom és kultúra terület vezető oktatója.
Nős, három gyermek édesapja.

## Munkássága
1992 óta folyamatosan publikál különféle irodalmi lapokban (Alföld, Aracs, Bárka (barkaonline.hu), Búvópatak, Centralista, Egyháztörténeti Szemle, Ezredvég, Életünk, ÉS,Forrás, hajonaplo.ma, Helyőrség, Hitel, Irodalmi Páholy, Jelenkor, Kortárs, kultura.hu, Látó, Lyukasóra, Magyar Napló, Magyar Szemle, Moldvai Magyarság, Műhely, Napút, Országút, Pannon Tükör, Pécsi Szemle, PoLísz, Prae, Somogy, Székelyföld, Távlatok, Tempevölgy, Tiszatáj (tiszatajonline.hu), Új Balaton, Új Ember, Új Forrás, Vár, VÁRhely, Vigilia).
2005-2009 között mint alapító főszerkesztő, 2010-től pedig a lap megszűnéséig mint főmunkatárs jegyezte az Irodalmi Páholy című negyedéves kulturális folyóiratot.
2021-től a KárPit című irodalmi és művészeti folyóirat főszerkesztője.

## Tagságai
- 2005: Magyar Katolikus Újságíró Szövetség
- 2008: Magyar Írószövetség[4]
- 2010: Magyar Alkotóművészeti Közhasznú Nonprofit Kft.
- 2011: Berzsenyi Dániel Irodalmi Társaság

## Legfontosabb díjai
- Faludi Ferenc Akadémia ösztöndíja, 2001
- Somogy – Mikszáth novella pályázat különdíj, 2010
- Bertha Bulcsu-emlékdíj, 2010
- Magyar Művészeti Akadémia Életút-díj (2021)
- Prima Díj – Baranya megye – Magyar irodalom kategória (2021)[5]

## Művei

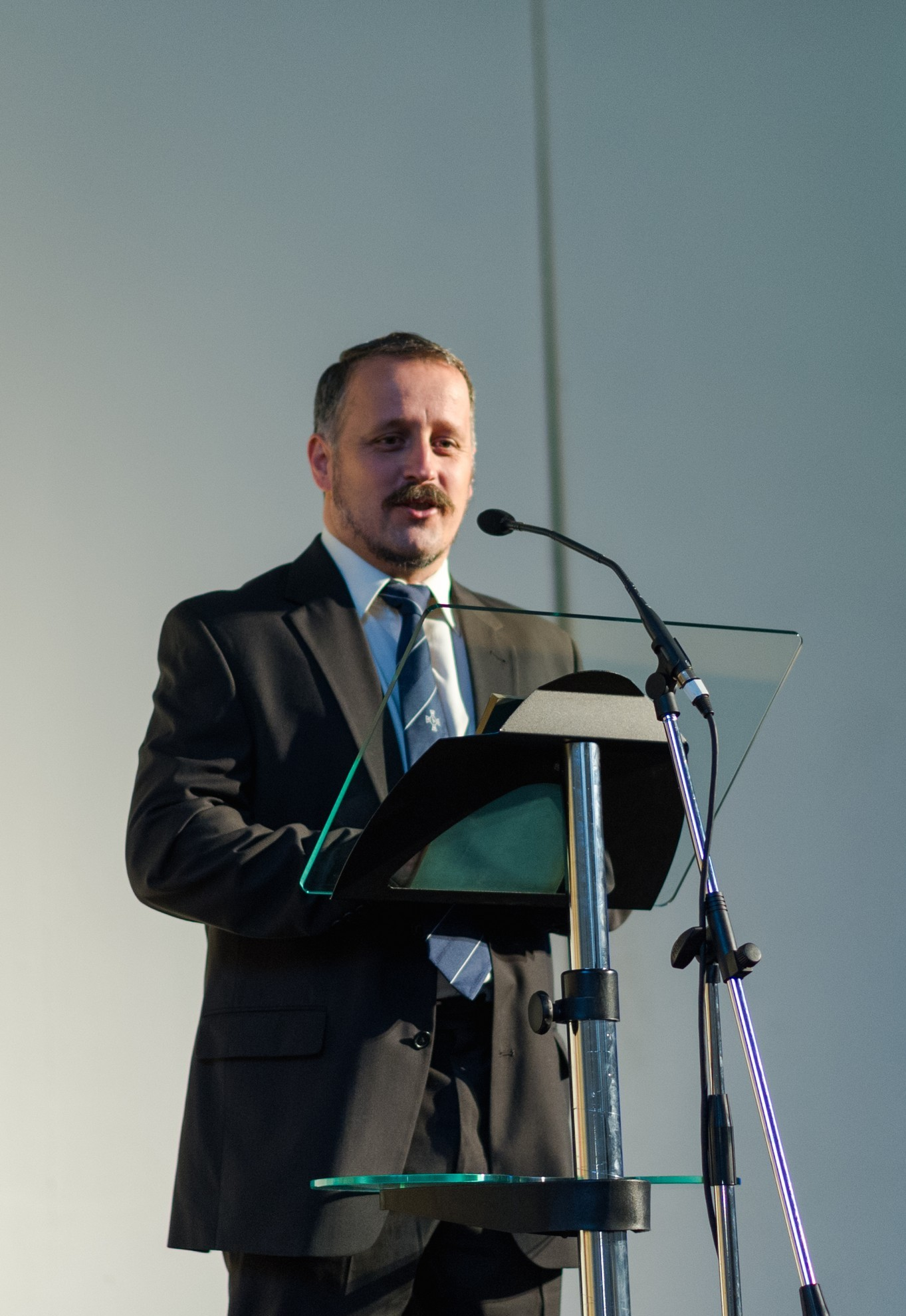
2014-ben az Inczédy Dénes labor avatásán (Bergics Balázs felvétele)

### Könyvek
- Jezsuiták és conquistadorok harca az indiánokért a XVII-XVIII. században. Szent Gellért Kiadó, Budapest, 2001. ISBN 963 696 123 9[6]
- "Szép vagy Magyar Tenger". 75 éve alakult a cserkészcsapat Siófokon (1929-2004). Kucsák, Vác, 2004.
- Aki hitét veszti elmerül. Báró Eötvös József katolicizmusa. Kairosz Kiadó, Budapest, 2011. ISBN 978 963 662 496 5[7]
- Egy élet térképe. Tüskés Tibor pályaképe. Pro Pannonia Kiadó, Pécs, 2012. ISBN 978 963 9893 72 6
- Hallgatásaim gyűjteménye. Esszék, kritikák, tanulmányok 2006-2015. Cédrus Művészeti Alapítvány – Napkút Kiadó, Budapest, 2015. ISBN 978 963 263493 7
- A sáncokon kívül. Szubjektív monográfia Garai Istvánról. Berzsenyi Társaság, Kaposvár, 2015. ISBN 978 963 8440 37 2[8][9]
- Füstvirágok. Novellák. Magyar Napló Kiadó, Budapest, 2016. ISBN 978 615 80001 6 1[10][11]
- Kalász Márton. Közelképek írókról. Magyar Művészeti Akadémia, Budapest, 2017. ISBN 978 615 5464 72 0[12]
- Lélekszakadtak. Téboly az irodalomban. Kronosz Kiadó, Pécs, 2018. ISBN 978 963 467 030 8[13] 2. kiadás: 2020 ISBN 978 615 6048 56 1
- Horizont. Esszék, recenziók, beszélgetések, tanulmányok. Pro Pannonia Kiadó, Pécs, 2019. ISBN 978 615 5553 58 5
- Csengey Dénes.  Közelképek írókról. Magyar Művészeti Akadémia, Budapest, 2020. ISBN 978 615 6192 21 9
- Egyensúly. Esszék, kritikák, beszélgetések. Napkút Kiadó, Bp., 2024. ISBN 978 615 6759 17 7
- Grafit és fűszál. Kerti esszémeditációk. Arany János Alapítvány, Orpheusz Kiadó, Bp., 2024. ISBN 978 615 6638 13 7

### Szerkesztett kötetek
- Magyar sors a XX. században I. Molnár Nyomda és Kiadó, Pécs, 2009.
- A hit nyelvtana. Esszék ég és föld között. Vigilia, Budapest, 2012. ISBN 978 963 9920 26 2
- Az életrendezés apostola. Vácz Jenő atya emlékezete. Jezsuita Könyvek, Budapest, 2014. ISBN 978-963-8014-75-7
- Mezey Katalin: Rövid a farsang. Széphalom Könyvműhely, Budapest, 2020. ISBN 978 615 5479 76 2
- Mégis élünk. Trianon 100 (antológia), Bp., Orpheusz Kiadó, 2021. (életrajzok 398-424.) ISBN 978 615 5886 43 0

### Antológiában megjelent tanulmányok, cikkek
- Magyar jezsuita missziósok az „Indiákon” a XVII-XVIII. században. (tanulmány) In: Szilágyi Csaba (szerk.): Magyar jezsuiták küldetése a kezdetektől napjainkig. Piliscsaba, 2006. 200-216. o.
- Balatoni coleur locale (novellák) In: Arday Géza (szerk.) Fiatal kortárs írók antológiája I. Bp., Lilli Kiadó, 2007. 19-40. o.
- Sajtótörténeti áttekintés, különös tekintettel a CRNL Gimnázium diáklapjaira. (tanulmány) In: Guitman Balázs (szerk.): A Ciszterci Rend Magyarországon és Közép-Európában. Piliscsaba, 2009. 438-453. o.
- A legvidámabb barakk – A rendszerváltozás története (tanulmány). In: Bartusz-Dobosi László (szerk.): Magyar sors a XX. században I. Pécs, 2009. 63-88. o.
- Néhány oszlop (novella) In: Matyikó Sebestyén József (Szerk.) "Oh Füred, drága Helikon..." II. Balatonfüred, 2011. 381-384. o.
- Ájulás (esszé). In: Bartusz-Dobosi László – Halmai Tamás – Iancu Laura (szerk.): A hit nyelvtana, Bp., Vigilia, 2012. 14-16. o.
- Pályakezdés. Lázár Ervin és Pécs (tanulmány). In: „Szárnyas emberünk”. Napút-füzetek 72. Bp., Napút Kiadó, 2013. III. 20-25. o.
- Korai hitélmények Széchenyi útkereső időszakából. (tanulmány) In: Benkő Ágota – Vértesaljai László (szerk.) Széchenyi hite. Budapest, Faludi Ferenc Akadémia, 2013. 57-81. o.
- Báró Eötvös József katolicizmusa. (tanulmány) In: Benkő Ágota – Vértesaljai László (szerk.) Eötvös hite. Egy hiteles ember közéleti hatékonysága. Budapest, Faludi Ferenc Akadémia, 2014. 69-95. o.
- Staféta. (esszé) In: Tüskés Gábor (szerk.) In memoriam Tüskés Tibor. Emlékezések, esszék, dokumentumok. Reciti, Budapest, 2014. 261-266. o.
- A hömbölgetett ballangkóró. Lázár Ervin faluképe a Csillagmajor c. kötet alapján. (tanulmány) In: Papp Endre (szerk.) Falumitológiák, faluvalóságok. Konferencia, 2014. március 24. A Magyar Művészeti Akadémia konferenciafüzetei. Budapest, 2014, MMA. 44-63. o.
- Szavak fénytörése. Portré Kalász Mártonról (esszé). In: Rózsássy Barbara és Szentmártoni János (szerk.) „Egy élet átúszik a többiekbe”. A Magyar Írószövetség Örökös Tagjai. Bp., Orpheusz Kiadó, 2016. 84-88. o.
- Ciszterci lelkiségű pedagógia. (tanulmány) In: Sárkányné Lengyel Mária (szerk.): Hagyomány és megújulás. Pécs, 2017. 27-46. o.
- Tüskés Tibor hite (tanulmány). In: Harangszavú múlt. Tüskés Tibor emlékkönyv. Szerk. Szirtes Gábor. Pro Pannonia Kiadói Alapítvány, 2019. 27-41. o.
- De ki az a Takáts Gyula? (novella) és Maga is valaki? (novella) In: Kézfogások. A Testvérmúzsák Asztaltársaság antológiája. Szerk.: Békés Sándor, G. Tóth Károly. Molnár Nyomda és Kiadó Kft., Pécs, 2024. 41-54. o.

## További irodalom

### Lexikonok
- Siófoki Ki Kicsoda. Szerk.: Gyarmati László. Siófok, 1996. 17., 76.
- A Magyar Irodalom Évkönyve, 2008. Szerk.: Kapecz Zsuzsa, Mezey Katalin, Nyerges Magdolna. Széphalom Könyvműhely, 2009. 51., 276.
- Pécs lexikon  I. (A–M). Főszerk. Romváry Ferenc. Pécs: Pécs Lexikon Kulturális Nonprofit Kft. 2010. 335. o. ISBN 978-963-06-7919-0

### Nyomtatott sajtó
- Kasza Szabolcs: Nem a ló farka alatt. Univ, 2006. március 27. 7. évf. 4. sz. 26.
- Méhes Károly: Forgassuk az Irodalmi Páholyt. Dunántúli Napló, 2006. április 8. 17. évf. 96. sz. 9.
- Király Nóra: Ahonnan mindenre rálátni… Irodalmi lap fiataloknak. Pécsi Panoráma, 2006. május–június, 3. évf. 5–6. sz. 38-39.
- Irodalmi téboly. Pécsi Hét, 2006. november 17. 16. évf. 44. sz. 4.
- Kákonyi Péter: Irodalmi Páholy a Mecsek alján. Magyar Nemzet, 2007. április 12. 70. évf. 99. sz. 14.
- Tüskés Tibor: Staféta. A volt szerkesztő szavai a mai szerkesztőhöz egy hajdani szerkesztőről. Magyar Nemzet, 2007. december 8. 70. évf. 334. sz. 36.
- Most még csak „szerelemlap” a Páholy. Az új irodalmi folyóirat országos hírűvé vált három év alatt. Dunántúli Napló, 2008. október 6. 19. évf. 274. sz. 7.
- Méhes Károly: Stafétaváltás az Irodalmi Páholy élén. Dunántúli Napló, 2009. november 13. 20. évf. 309. sz. 4.
- Bircsár Dóra: Főszerepben: ti! Univ, 2009. november 23. 10. évf. 14. sz. 18.
- Méhes Károly: Az eötvösi tanítás: ki hitét veszti, elmerül (interjú). Dunántúli Napló, 2011. december 7. 22. évf. 332. sz. 5.
- Marján Babett: A frontról a terepasztal mellé (interjú). Színes. Fehér/Fekete, 2012. karácsony, 20. évf. 74. sz. 8-10.
- Pabst Dorottya: Értéket közvetítünk (interjú). Színes. Fehér/Fekete, 2014. Veni Sancte, 22. évf. 81. sz. 2-6.
- Mészáros B. Endre: A Balaton örök igézetében (interjú). Dunántúli Napló, 2016. január 22. 27. évf. 18. sz. 5.
- Brand Diána – Oberling Hanna: Beszélgetés Dobosi László igazgató úrral az irodalomról, az írásról és iskolánk könyvtáravatójáról (interjú). Színes. Fehér/Fekete, 2017. Veni Sancte, 25. évf. 93. sz. 2-3.
- Tóth Viktória: Irodalomóra másként. Bartusz-Dobosi László művéről beszélgettek (riport) = Dunántúli Napló, 2020. február 25. 31. évf. 47. sz. 6.
- Tóth Ida: Találkozások az angyallal. Bartusz-Dobosi László a virtuális templomfalról, az őrület logikájáról és a kert csendjéről (interjú) = Magyar Nemzet, Lugas, 2020. március 21. 12–13.
- Mészáros B. Endre: Meditációs esszék jönnek. Bartusz-Dobosi László megírja az őrület és a csend virágait is (interjú) = Dunántúli Napló, 2020. július 1. 31. évf. 152. sz. 5.
- Mészáros B. Endre: MIkor feszít a zubbony (interjú) = Dunántúli Napló, 2021. április 22. 32. évf. 92. sz. 5.
- „Boldog embernek tartom magamat” (interjú) = Magyar Napló, 2021. augusztus, 33. évf. 8. sz. 27-28.
- Bőhm Gábor: „Csengey mondatai ma is élnek”. Beszélgetés Bartusz-Dobosi Lászlóval a szekszárdi születésű Csengey Dénesről, nemzedékiségről és monográfiaírásról = Somogy, 2021. 49. évf. 4. sz. 40-49.
- Halmai Tamás: "Felfelé élnek a versei". Beszélgetés Bartusz-Dobosi Lászlóval, Kalász Márton monográfusával = H.T.: Az ékszerteknős és az abbé. Cédrusz Művészeti Alapítvány, Budapest, 2022. 87-98.
- Szilágyi-Nagy Ildikó: Egy műhely, ahol a jövőt készítik = Magyar Nemzet, 2022. december 27. 85. évf. 301. sz. 16.
- Bényei Adrienn: A rendszerváltozás emlékezete = Magyar Nemzet, 2023. november 30. 86. évf. 279. sz. 13.
- Halmai Tamás: Egyik szirom után a másik. Beszélgetés G. Tóth Franciskával és Bartusz-Dobosi Lászlóval – Iancu Laura költői világáról = H.T.: Szőlőszem és nyárfa. Széljegyzetek Iancu Laura költészetéhez. Cédrus Művészeti Alapítvány, Bp., 2024. 70-80.
- Halmai Tamás: Angyalok között. Néhány mondat a KárPit folyóiratról = Mértékadó, 2024. június 2. 20. évf. 23. sz. 9

### Rádió
- Füstvirágok című novelláskötetről beszélgetés Filippinyi Évával. Kossuth Rádió – Irodalmi Újság, 2016. március 27. 20:05 – 20:30
- Lélekszakadtak és Horizont című kötetekről beszélgetés Tóth J. Andrással. Magyar Katolikus Rádió – Meghívó. Kulturális programajánló, 2020. január 25. 09:29 – 09:41
- Karcolat. Lélekszakadtak c. kötetről és irodalomról beszélgetés Belénessy Csabával = KarcFm, 2020. március 13. 13:00 – 13:46
- Csengey Dénes c. kötetről beszélgetés Tóth J. Andrással = Magyar Katolikus Rádió – Meghívó. Kulturális programajánló, 2021. március 20. 09:38 – 09:56
- Csengey-monográfiáról beszélgetés Völgyi Tóth Zsuzsával = Kossuth Rádió – Irodalmi Újság, 2021. augusztus 15. 18:30-18:42
- Csengey és Lélekszakadtak c. kötetről Viola Szandrával = KarcFm – Poétikon, 2021. november 27. 12:08 – 12:51
- Kalász Mártonról Viola Szandrával = KarcFm – Poétikon, 2022. január 8. 12:09 – 12:52

### Televízió
- Czakó Gábor Világvége 1962-ben? című regényének bemutatása. Duna TV – Kultikon, 2013. január 23. 22:58 – 23:02
- Videó Portré. PluszTV News – Online Version, 2015. szeptember 17. (16’45 perc)
- Ne féljetek! Jókai Anna élete és művészete (beszélgetőpartnerként). MTVA M5 – MMA portréfilmek, 2017. január 15. 14:25 – 15:17
- Lélekszakadtak című kötetről. MTVA M5 – Kult’30. Az értékes félóra, 2020. január 31. 17:44 – 17:50 https://mediaklikk.hu/video/2020/01/31/a-lelekszakadtak-teboly-az-irodalomban Archiválva 2020. február 13-i dátummal a Wayback Machine-ben
- Jezsuita missziósok Latin-Amerikában. Szőnyi Szilárd beszélgetése Bartusz-Dobosi Lászlóval és Leidemann Sylviával = Bonum TV – Délelőtt, 2020. július 29. 10:40 – 11:21
- Csengey Dénes monográfia = MTVA M5 – Libretto, 2021. május 14. 19:21 – 19:29
- Csengey-programok = MTVA M5 – Libretto, 2021. augusztus 11. 19:00 – 19:09
- Homo politicus – Csengey Dénes portréfilmben nyilatkozat = MTVA M5 2023. január 24. 19:00 – 19:52

### Internet
- Kocsis Katica: Életrajz helyett lélekrajz – Téboly az irodalomban (interjú) = Kultúra.hu, 2020. 03. 01.
- Pótor Barnabás: Neuralgikus pontok. Interjú Bartusz-Dobosi László író-irodalomtörténésszel = kulter.hu, 2020. 05. 16.
- Stenszky Cecília: Bolond, tébolyult, lélekszakadt – A téboly az irodalomban és a hétköznapi életünkben = Képmás online, 2020. 06. 04.
- Fischer Margit – Pajor Zsófia: Online Ünnepi Könyvhét – Interjú Bartusz-Dobosi Lászlóval = csgyk.hu, 2020. 06. 06.
- Stenszky Cecília: A rendszerváltozás „kapitánya”. Interjú Bartusz-Dobosi Lászlóval = drot.eu, 2021.04.07 Archiválva 2021. április 23-i dátummal a Wayback Machine-ben
- Szilvási Krisztián: Színtiszta, változatos téboly az irodalomban Archiválva 2013. július 11-i dátummal a Wayback Machine-ben 2021. 11. 25.
- Genda Noémi: „Lélek Papíron” Önkifejezés irodalmi folyóiratokkal = MCC Podcast – Youtube, 2022.05.23.
- Trill Helga: „Kávéház nélkül nincs irodalom” = MCC Podcast – Youtube, 2023. január 18.
- Szöőr Ádám: Mélyrepülés. Beszélgetés Cseh Tamásról és Csengey Dénesről = MCC Podcast – Corvinak.hu, 2023. február 9.
- Halmai Tamás: Egyik szirom után a másik… Beszélgetés Iancu Laura költői világáról = Napút Online, 2024. február 14. http://www.naputonline.hu/2024/02/15/halmai-tamas-egyik-szirom-utan-a-masik/
- Tóth Bálint: Tehetséggondozó „temetkezési vállalkozó”. Beszélgetés Bartusz-Dobosi Lászlóval = Tempevölgy Online, 2024. április 11.           https://tempevolgy.hu/online/beszelgetosarok/tehetseggondozo-temetkezesi-vallalkozo-bartusz-dobosi-laszloval-toth-balint-beszelget